# Stenodeza
Stenodeza Simon, 1900 è un genere di ragni appartenente alla famiglia Salticidae.

## Distribuzione
Delle tre specie oggi note di questo genere due sono endemiche del Brasile e una dell'Argentina.

## Tassonomia
A dicembre 2010, si compone di tre specie:
- Stenodeza acuminata Simon, 1900[2] — Brasile
- Stenodeza fallax Mello-Leitão, 1917 — Brasile
- Stenodeza foestiva Mello-Leitão, 1944 — Argentina